# Thursius
Thursius is een geslacht van uitgestorven beenvissen, behorend tot de kwastvinnige vissen. Het leefde in het Midden - Laat-Devoon (Givetien, ongeveer 388 - 386 miljoen jaar geleden) en zijn fossiele overblijfselen zijn gevonden in Europa.

## Naamgeving
Het geslacht Thursius werd in 1888 door Ramsay Heatley Traquair opgericht om plaats te bieden aan de soorten Thursius macrolepidotus, eerder beschreven door Adam Sedgwick en Roderick Murchison in 1829 als Dipterus macrolepidotus en de soort Thursius pholidotus; beide soorten komen uit afzettingen uit het Midden-Devoon van het noorden van Schotland. Thursius pholidotus is de typesoort. De geslachtsnaam verwijst naar Thurso. Macrolepidotus betekent 'met grote schubben'. Pholidotus betekent 'van schubben voorzien'.
In 1948 benoemde Erik Jarvik een Thursius moythomasi. De soortaanduiding eert James Alan Moy-Thomas en werd oorspronkelijk gespeld als moy-thomasi maar een koppelteken is niet toegestaan in wetenschappelijke soortnamen. Later bleek dat een jonger synoniem te zijn van Thursius macrolepidotus. Jarvik wist in 1948 ook de type-exemplaren te bepalen. Gunnar Säve-Söderbergh had die namelijk al eind jaren dertig ter studie geleend van Britse musea maar werd ernstig ziek door tuberculose en vroeg Jarvik op zijn sterfbed het project, vertraagd door de oorlog, te voltooien. Sedgwick & Murchison hadden zich gebaseerd op drie syntypen waarvan ze geen inventarisnummers hadden aangegeven. Dat was indertijd niet gebruikelijk maar ook Traquair had zich er in het geheel niet om bekommerd. Jarvik stelde vast dat het holotype van  T. macrolepidotus BGS 6362 was en koos voor T. philodotus het lectotype NMS G.1878.5.57. Zijn eigen Thursius moythomasi had als holotype NMS G.1878.5.53. Van de Schotse soorten zijn vele honderden exemplaren gevonden. Omdat ze niet van rechtswege staatseigendom zijn, werden en worden de meeste verkocht aan particuliere verzamelaars. De vondsten stellen in staat de soorten veel beter te vergelijken. In 2007 stelden Michael Newman en Jan den Blaauwen dat voor T. macrolepidotus beter een apart geslacht benoemd kan worden gezien de vele verschillen.
Traquair benoemde in 1888 ook een Thursius truncates.
Andere soorten die aan dit geslacht worden toegeschreven, komen uit Estland en Letland (Thursius estonicus, Thursius talsiensis, Thursius fisheri). T. fisheri werd in 1844 door Eichwald benoemd als een Megalichtys fischeri op basis van een later kwijtgeraakt specimen, PIN 1897/32 gevonden bij de Narowa en in 1860 hernoemd tot een Osteolepis fischeri. T. estonicus gebaseerd op specimen EAS Pi 1061 en T. talsienis werden in 1977 en 1971 benoemd door Worobjewa en zij was in 1977 ook de eerste die de combinatie Thursius fischeri gebruikte.
In 1942 benoemde Romer een Thursius clappi op basis van MCZ No. 7196 gevonden in Canada. In 1985 benoemde Jarvik een Thursius minor op basis van materiaal gevonden on het schiereiland Gauss op Oost-Groenland. Het holotype is P 1677, een schild op het achterste voorhoofd.
In 1992 benoemde Fan Junhang een Thursius wudingensis op basis van vondsten begin jaren zestig gedaan uit de Haikuformatie bij Wuding. De soort is gebaseerd op de reeks syntypen V 9464-9473.

## Beschrijving
Thursius was klein tot middelgroot, meestal niet veel groter dan twintig centimeter lang. Hij had een slank en langwerpig lichaam; het hoofd was smal en de ogen klein; de mondopening was hoog. De twee rugvinnen waren afgerond en nabij de achterkant van het lichaam geplaatst. De bekken- en anaalvinnen stonden tegenover de twee rugvinnen. De borstvinnen waren lang en smal; de staartvin was heterocercaal, dus met twee lobben van verschillende vorm: de bovenste lob is goed ontwikkeld en langwerpig en de onderste korter en breder. Het lichaam was bedekt met rechthoekige schubben gerangschikt in diagonale rijen.
Onder de onderscheidende kenmerken van Thursius in vergelijking met andere soortgelijke geslachten zoals Osteolepis en Gyroptychius, worden de openingen van de neusgaten die in een zeer voorwaartse positie zijn geplaatst en de aanwezigheid van een enkele lijn poriën van het sensorische zijlijnkanaal op de botten van het schedelgewelf vermeld.

## Fylogenie
Thursius werd traditioneel beschouwd als een lid van de Osteolepidae-familie, maar recentere studies hebben aangetoond dat deze vis deel uitmaakt van een apart taxon, de Thursiidae, zij het binnen de Osteolepiformes (Borgen en Nakrem, 2016).

## Paleo-ecologie
Thursius was een kleine roofvis die met krachtige staartbewegingen zwom; het is waarschijnlijk dat hij werd belaagd door grotere vissen zoals Glyptolepis.